# Уравнения Ефименко
Уравне́ния Ефиме́нко описывают поведение электрического и магнитного поля в терминах запаздывающих источников. Объединённые с уравнением непрерывности, уравнения Ефименко эквивалентны уравнениям Максвелла электромагнетизма. Названы в честь Олега Ефименко.

## Объяснение
Электрическое поле {\displaystyle \mathbf {E} } и магнитное поле {\displaystyle \mathbf {B} } задаются в терминах плотности заряда {\displaystyle \rho } и плотности тока {\displaystyle \mathbf {J} } как
{\displaystyle \mathbf {E} (\mathbf {r} ,t)={\frac {1}{4\pi \epsilon _{0}}}\int {\left(\rho (\mathbf {r'} ,t_{r}){\frac {\mathbf {R} }{R^{3}}}+{\frac {\partial \rho (\mathbf {r'} ,t_{r})}{\partial t}}{\frac {\mathbf {R} }{R^{2}c}}-{\frac {\partial \mathbf {J} (\mathbf {r'} ,t_{r})}{\partial t}}{\frac {1}{R\,c^{2}}}\right)\operatorname {d} ^{3}\mathbf {r'} },}
{\displaystyle \mathbf {B} (\mathbf {r} ,t)={\frac {\mu _{0}}{4\pi }}\int {\left(\mathbf {J} (\mathbf {r'} ,t_{r})\times {\frac {\mathbf {R} }{R^{3}}}+{\frac {\partial \mathbf {J} (\mathbf {r'} ,t_{r})}{\partial t}}\times {\frac {\mathbf {R} }{R^{2}c}}\right)\operatorname {d} ^{3}\mathbf {r'} },}
где {\displaystyle \mathbf {R} =\mathbf {r} -\mathbf {r'} }, и {\displaystyle t_{r}=t-{\frac {R}{c}}} (запаздывающее время), {\displaystyle \epsilon _{0}} — электрическая постоянная, {\displaystyle \mu _{0}} — магнитная постоянная.